# Biegi narciarskie na Zimowych Igrzyskach Paraolimpijskich 2018 – sprint kobiet
Sprint stylem klasycznym kobiet – jedna z konkurencji rozgrywana w ramach biegów narciarskich na Zimowych Igrzyskach Paraolimpijskich 2018. Zawody rozegrano 14 marca 2018 roku w trzech klasach.
Czas jest wyliczany poprzez pomnożenie rzeczywistego czasu z procentem dla danej klasy zawodników.

## Osoby siedzące
W rywalizacji wystąpiło 25 zawodniczek z 14 państw.

### Kwalifikacje
| Miejsce | Nr | Zawodniczka         | Reprezentacja                      | Klasa  | %   | Czas rzeczywisty | Czas    | Strata   | Kwalifikacja |
| ------- | -- | ------------------- | ---------------------------------- | ------ | --- | ---------------- | ------- | -------- | ------------ |
| 1       | 41 | Oksana Masters      | Stany Zjednoczone                  | LW12   | 100 | 3:29,86          | 3:29,86 | -        | Q            |
| 2       | 43 | Marta Zajnullina    | Neutralni sportowcy paraolimpijscy | LW12   | 100 | 3:37,50          | 3:37,50 | +7,64    | Q            |
| 3       | 52 | Kendall Gretsch     | Stany Zjednoczone                  | LW11,5 | 96  | 3:46,91          | 3:37,83 | +7,97    | Q            |
| 4       | 42 | Andrea Eskau        | Niemcy                             | LW11   | 94  | 3:54,01          | 3:39,97 | +10,11   | Q            |
| 5       | 49 | Natalia Koczerowa   | Neutralni sportowcy paraolimpijscy | LW12   | 100 | 3:40,16          | 3:40,16 | +10,30   | Q            |
| 6       | 56 | Waliancina Szyc     | Białoruś                           | LW10,5 | 90  | 4:05,93          | 3:41,34 | +11,48   | Q            |
| 7       | 46 | Lidzija Grafiejewa  | Białoruś                           | LW12   | 100 | 3:44,16          | 3:44,16 | +14,30   | Q            |
| 8       | 44 | Birgit Skarstein    | Norwegia                           | LW11   | 94  | 3:58,63          | 3:44,31 | +14,45   | Q            |
| 9       | 53 | Jin Yawei           | Chiny                              | LW10   | 86  | 4:26,92          | 3:49,55 | +19,69   | Q            |
| 10      | 48 | Marija Iowlewa      | Neutralni sportowcy paraolimpijscy | LW12   | 100 | 3:49,83          | 3:49,83 | +19,97   | Q            |
| 11      | 51 | Anja Wicker         | Niemcy                             | LW10,5 | 90  | 4:17,75          | 3:51,98 | +22,12   | Q            |
| 12      | 50 | Chu Beibei          | Chiny                              | LW12   | 100 | 3:54,23          | 3:54,23 | +24,37   | Q            |
| 13      | 55 | Sini Pyy            | Finlandia                          | LW11   | 94  | 4:10,54          | 3:55,51 | +25,65   |              |
| 14      | 54 | Akżana Abdikarimowa | Neutralni sportowcy paraolimpijscy | LW10,5 | 90  | 4:25,23          | 3:58,71 | +28,85   |              |
| 15      | 45 | Ludmiła Wauczok     | Białoruś                           | LW11   | 94  | 4:17,30          | 4:01,86 | +32,00   |              |
| 16      | 47 | Nadieżda Fiedorowa  | Neutralni sportowcy paraolimpijscy | LW12   | 100 | 4:04,81          | 4:04,81 | +34,95   |              |
| 17      | 63 | Cindy Ouellet       | Kanada                             | LW11,5 | 96  | 4:22,12          | 4:11,64 | +41,78   |              |
| 18      | 59 | Lee Do-yeon         | Korea Południowa                   | LW12   | 100 | 4:13,92          | 4:13,92 | +44,06   |              |
| 19      | 58 | Seo Vo-rami         | Korea Południowa                   | LW10,5 | 90  | 4:45,94          | 4:17,35 | +47,49   |              |
| 20      | 62 | Żany Bałtabajewa    | Kazachstan                         | LW12   | 100 | 4:18,53          | 4:18,53 | +48,67   |              |
| 21      | 61 | Nonno Nitta         | Japonia                            | LW10,5 | 90  | 4:49,54          | 4:20,59 | +50,73   |              |
| 22      | 57 | Aline Rocha         | Brazylia                           | LW11   | 94  | 4:39,92          | 4:23,13 | +53,27   |              |
| 23      | 60 | Joy Rondeau         | Stany Zjednoczone                  | LW11,5 | 96  | 4:42,42          | 4:31,12 | +1:01,26 |              |
| 24      | 64 | Krisztina Lőrincz   | Węgry                              | LW10,5 | 90  | 6:09,79          | 5:32,81 | +2:02,95 |              |
| 25      | 65 | Nino Sabaszwili     | Gruzja                             | LW11,5 | 96  | 8:45,72          | 8:24,69 | +4:54,83 |              |

### Półfinały
| Miejsce | Nr  | Zawodniczka       | Reprezentacja                      | Klasa | %   | Czas   | Strata | Kwalifikacja |
| ------- | --- | ----------------- | ---------------------------------- | ----- | --- | ------ | ------ | ------------ |
| 1       | 121 | Oksana Masters    | Stany Zjednoczone                  | LW12  | 100 | 4:24,3 | -      | Q            |
| 2       | 124 | Andrea Eskau      | Niemcy                             | LW11  | 94  | 4:27,7 | +3,4   | Q            |
| 3       | 125 | Natalia Koczerowa | Neutralni sportowcy paraolimpijscy | LW12  | 100 | 4:28,1 | +3,8   | Q            |
| 4       | 128 | Birgit Skarstein  | Norwegia                           | LW11  | 94  | 4:29,4 | +5,1   |              |
| 5       | 132 | Chu Beibei        | Chiny                              | LW12  | 100 | 4:42,8 | +18,5  |              |
| 6       | 129 | Jin Yawei         | Chiny                              | LW10  | 86  | 4:47,6 | +23,3  |              |

| Miejsce | Nr  | Zawodniczka        | Reprezentacja                      | Klasa  | %   | Czas   | Strata | Kwalifikacja |
| ------- | --- | ------------------ | ---------------------------------- | ------ | --- | ------ | ------ | ------------ |
| 1       | 127 | Lidzija Grafiejewa | Białoruś                           | LW12   | 100 | 4:23,2 | -      | Q            |
| 2       | 122 | Marta Zajnullina   | Neutralni sportowcy paraolimpijscy | LW12   | 100 | 4:24,3 | +1,1   | Q            |
| 3       | 130 | Marija Iowlewa     | Neutralni sportowcy paraolimpijscy | LW12   | 100 | 4:27,3 | +4,1   | Q            |
| 4       | 123 | Kendall Gretsch    | Stany Zjednoczone                  | LW11,5 | 96  | 4:33,4 | +10,2  |              |
| 5       | 126 | Waliancina Szyc    | Białoruś                           | LW10,5 | 90  | 4:36,4 | +13,2  |              |
| 6       | 131 | Anja Wicker        | Niemcy                             | LW10,5 | 90  | 5:12,9 | +49,7  |              |

### Finał
| Miejsce | Nr  | Zawodniczka        | Reprezentacja                      | Klasa | %   | Czas   | Strata |
| ------- | --- | ------------------ | ---------------------------------- | ----- | --- | ------ | ------ |
| 01 !    | 121 | Oksana Masters     | Stany Zjednoczone                  | LW12  | 100 | 4:06,7 | -      |
| 02 !    | 124 | Andrea Eskau       | Niemcy                             | LW11  | 94  | 4:08,8 | +2,1   |
| 03 !    | 122 | Marta Zajnullina   | Neutralni sportowcy paraolimpijscy | LW12  | 100 | 4:10,4 | +3,7   |
| 4       | 127 | Lidzija Grafiejewa | Białoruś                           | LW12  | 100 | 4:16,4 | +9,7   |
| 5       | 125 | Natalia Koczerowa  | Neutralni sportowcy paraolimpijscy | LW12  | 100 | 4:17,1 | +10,4  |
| 6       | 130 | Marija Iowlewa     | Neutralni sportowcy paraolimpijscy | LW12  | 100 | 4:19,4 | +12,7  |

## Osoby stojące
W rywalizacji wystąpiło 16 zawodniczek z 8 państw.

### Kwalifikacje
| Miejsce | Nr  | Zawodniczka           | Reprezentacja                      | Klasa | %  | Czas rzeczywisty | Czas    | Strata   | Kwalifikacja |
| ------- | --- | --------------------- | ---------------------------------- | ----- | -- | ---------------- | ------- | -------- | ------------ |
| 1       | 107 | Vilde Nilsen          | Norwegia                           | LW4   | 96 | 4:22,35          | 4:11,86 | -        | Q            |
| 2       | 110 | Natalie Wilkie        | Kanada                             | LW8   | 91 | 4:51,85          | 4:25,58 | +13,72   | Q            |
| 3       | 105 | Emily Young           | Kanada                             | LW6   | 90 | 4:58,06          | 4:28,25 | +16,39   | Q            |
| 4       | 102 | Ludmyła Liaszenko     | Ukraina                            | LW8   | 91 | 4:55,71          | 4:29,10 | +17,24   | Q            |
| 5       | 106 | Brittany Hudak        | Kanada                             | LW8   | 91 | 4:59,26          | 4:32,33 | +20,47   | Q            |
| 6       | 101 | Jekaterina Rumiancewa | Neutralni sportowcy paraolimpijscy | LW5/7 | 80 | 5:48,06          | 4:38,45 | +26,59   | Q            |
| 7       | 111 | Łarysa Warona         | Białoruś                           | LW8   | 91 | 5:07,46          | 4:39,79 | +27,93   | Q            |
| 8       | 112 | Natalia Bratiuk       | Neutralni sportowcy paraolimpijscy | LW8   | 91 | 5:08,32          | 4:40,57 | +28,71   | Q            |
| 9       | 108 | Bohdana Konaszuk      | Ukraina                            | LW8   | 91 | 5:10,43          | 4:42,49 | +30,63   | Q            |
| 10      | 104 | Anna Milenina         | Neutralni sportowcy paraolimpijscy | LW8   | 91 | 5:11,44          | 4:43,41 | +31,55   | Q            |
| 11      | 103 | Julija Batenkowa      | Ukraina                            | LW6   | 90 | 5:20,15          | 4:48,14 | +36,28   | Q            |
| 12      | 115 | Daria Fiedzkowicz     | Białoruś                           | LW4   | 96 | 5:00,65          | 4:48,62 | +36,76   | Q            |
| 13      | 109 | Yurika Abe            | Japonia                            | LW6   | 90 | 5:21,30          | 4:49,17 | +37,31   |              |
| 14      | 113 | Julija Michiejewa     | Neutralni sportowcy paraolimpijscy | LW8   | 91 | 5:23,85          | 4:54,70 | +42,84   |              |
| 15      | 114 | Peng Yuanyuan         | Chiny                              | LW8   | 91 | 5:30,68          | 5:00,92 | +49,06   |              |
| 16      | 116 | Grace Miller          | Stany Zjednoczone                  | LW8   | 91 | 5:52,46          | 5:20,74 | +1:08,88 |              |

### Półfinały
| Miejsce | Nr  | Zawodniczka       | Reprezentacja                      | Klasa | %  | Czas   | Strata | Kwalifikacja |
| ------- | --- | ----------------- | ---------------------------------- | ----- | -- | ------ | ------ | ------------ |
| 1       | 161 | Vilde Nilsen      | Norwegia                           | LW4   | 96 | 5:16,2 | -      | Q            |
| 2       | 165 | Brittany Hudak    | Kanada                             | LW8   | 91 | 5:24,8 | +8,6   | Q            |
| 3       | 164 | Ludmyła Liaszenko | Ukraina                            | LW8   | 91 | 5:29,7 | +13,5  | Q            |
| 4       | 169 | Bohdana Konaszuk  | Ukraina                            | LW8   | 91 | 5:33,2 | +17,0  |              |
| 5       | 168 | Natalia Bratiuk   | Neutralni sportowcy paraolimpijscy | LW8   | 91 | 5:47,0 | +30,8  |              |
| 6       | 172 | Daria Fiedzkowicz | Białoruś                           | LW4   | 96 | 5:48,4 | +32,2  |              |

| Miejsce | Nr  | Zawodniczka           | Reprezentacja                      | Klasa | %  | Czas   | Strata | Kwalifikacja |
| ------- | --- | --------------------- | ---------------------------------- | ----- | -- | ------ | ------ | ------------ |
| 1       | 162 | Natalie Wilkie        | Kanada                             | LW8   | 91 | 5:54,4 | -      | Q            |
| 2       | 163 | Emily Young           | Kanada                             | LW6   | 90 | 5:55,5 | +1,1   | Q            |
| 3       | 170 | Anna Milenina         | Neutralni sportowcy paraolimpijscy | LW8   | 91 | 5:56,3 | +1,9   | Q            |
| 4       | 166 | Jekaterina Rumiancewa | Neutralni sportowcy paraolimpijscy | LW5/7 | 80 | 5:58,6 | +4,2   |              |
| 5       | 167 | Łarysa Warona         | Białoruś                           | LW8   | 91 | 6:02,3 | +7,9   |              |
| 6       | 171 | Julija Batenkowa      | Ukraina                            | LW6   | 90 | 6:21,6 | +27,2  |              |

### Finał
| Miejsce | Nr  | Zawodniczka       | Reprezentacja                      | Klasa | %  | Czas   | Strata |
| ------- | --- | ----------------- | ---------------------------------- | ----- | -- | ------ | ------ |
| 01 !    | 170 | Anna Milenina     | Neutralni sportowcy paraolimpijscy | LW8   | 91 | 5:11,1 | -      |
| 02 !    | 161 | Vilde Nilsen      | Norwegia                           | LW4   | 96 | 5:14,2 | +3,1   |
| 03 !    | 162 | Natalie Wilkie    | Kanada                             | LW8   | 91 | 5:14,3 | +3,2   |
| 4       | 163 | Emily Young       | Kanada                             | LW6   | 90 | 5:18,3 | +7,2   |
| 5       | 164 | Ludmyła Liaszenko | Ukraina                            | LW8   | 91 | 5:23,4 | +12,3  |
| 6       | 165 | Brittany Hudak    | Kanada                             | LW8   | 91 | 6:00,3 | +49,2  |

## Osoby niedowidzące
W rywalizacji wystąpiło 11 zawodniczek z 7 państw.

### Kwalifikacje
| Miejsce | Nr  | Zawodniczka              | Przewodnik           | Reprezentacja                      | Klasa | %   | Czas rzeczywisty | Czas    | Strata   | Kwalifikacja |
| ------- | --- | ------------------------ | -------------------- | ---------------------------------- | ----- | --- | ---------------- | ------- | -------- | ------------ |
| 1       | 154 | Swiatłana Sachanenka     | Raman Jaszczanka     | Białoruś                           | B2    | 99  | 4:23,26          | 4:20,63 | -        | Q            |
| 2       | 153 | Michalina Łysowa         | Aleksiej Iwanow      | Neutralni sportowcy paraolimpijscy | B2    | 99  | 4:39,61          | 4:36,81 | +16,18   | Q            |
| 3       | 151 | Carina Edlinger          | Julian Edlinger      | Austria                            | B2    | 99  | 4:42,17          | 4:39,35 | +18,72   | Q            |
| 4       | 156 | Marina Galicyna          | Maksim Pirogow       | Neutralni sportowcy paraolimpijscy | B1    | 88  | 5:21,79          | 4:43,18 | +22,55   | Q            |
| 5       | 152 | Oksana Szyszkowa         | Witalij Kazakow      | Ukraina                            | B2    | 99  | 4:48,55          | 4:45,66 | +25,03   | Q            |
| 6       | 159 | Jekatierina Moszkowskaja | Artiom Norin         | Neutralni sportowcy paraolimpijscy | B2    | 99  | 4:55,79          | 4:52,83 | +32,20   | Q            |
| 7       | 155 | Olga Pryłucka            | Borys Babar          | Ukraina                            | B2    | 99  | 5:06,60          | 5:03,53 | +42,90   | Q            |
| 8       | 157 | Jadwiga Skorabagata      | Anastasija Kiriłłowa | Białoruś                           | B2    | 99  | 5:07,19          | 5:04,12 | +43,49   | Q            |
| 9       | 158 | Mia Zutter               | Kristina Trygstad    | Stany Zjednoczone                  | B3    | 100 | 5:24,34          | 5:24,34 | +1:03,71 |              |
| 10      | 160 | Yokutkhon Kholbekova     |                      | Uzbekistan                         | B2    | 99  | 9:16,72          | 9:11,15 | +4:50,52 |              |
| 11      | 161 | Elaheh Gholifallah       | Farzane Rezasoltani  | Iran                               | B1    | 88  | 10:39,78         | 9:23,01 | +5:02,38 |              |

### Półfinały
| Miejsce | Nr  | Zawodniczka          | Przewodnik           | Reprezentacja                      | Klasa | %  | Czas   | Strata | Kwalifikacja |
| ------- | --- | -------------------- | -------------------- | ---------------------------------- | ----- | -- | ------ | ------ | ------------ |
| 1       | 191 | Swiatłana Sachanenka | Raman Jaszczanka     | Białoruś                           | B2    | 99 | 5:23,5 | -      | Q            |
| 2       | 195 | Oksana Szyszkowa     | Witalij Kazakow      | Ukraina                            | B2    | 99 | 5:31,5 | +8,0   | Q            |
| 3       | 194 | Marina Galicyna      | Maksim Pirogow       | Neutralni sportowcy paraolimpijscy | B1    | 88 | 5:41,8 | +18,3  |              |
| 4       | 198 | Jadwiga Skorabagata  | Anastasija Kiriłłowa | Białoruś                           | B2    | 99 | 5:43,5 | +20,0  |              |

| Miejsce | Nr  | Zawodniczka              | Przewodnik      | Reprezentacja                      | Klasa | %  | Czas   | Strata | Kwalifikacja |
| ------- | --- | ------------------------ | --------------- | ---------------------------------- | ----- | -- | ------ | ------ | ------------ |
| 1       | 192 | Michalina Łysowa         | Aleksiej Iwanow | Neutralni sportowcy paraolimpijscy | B2    | 99 | 5:00,9 | -      | Q            |
| 2       | 193 | Carina Edlinger          | Julian Edlinger | Austria                            | B2    | 99 | 5:02,7 | +1,8   | Q            |
| 3       | 196 | Jekatierina Moszkowskaja | Artiom Norin    | Neutralni sportowcy paraolimpijscy | B2    | 99 | 5:04,5 | +3,6   |              |
| 4       | 197 | Olga Pryłucka            | Borys Babar     | Ukraina                            | B2    | 99 | 5:16,1 | +15,2  |              |

### Finał
| Miejsce | Nr  | Zawodniczka          | Przewodnik       | Reprezentacja                      | Klasa | %  | Czas   | Strata |
| ------- | --- | -------------------- | ---------------- | ---------------------------------- | ----- | -- | ------ | ------ |
| 01 !    | 191 | Swiatłana Sachanenka | Raman Jaszczanka | Białoruś                           | B2    | 99 | 4:29,9 | -      |
| 02 !    | 192 | Michalina Łysowa     | Aleksiej Iwanow  | Neutralni sportowcy paraolimpijscy | B2    | 99 | 4:44,0 | +14,1  |
| 03 !    | 195 | Oksana Szyszkowa     | Witalij Kazakow  | Ukraina                            | B2    | 99 | 4:45,6 | +15,7  |
| 4       | 193 | Carina Edlinger      | Julian Edlinger  | Austria                            | B2    | 99 | 5:13,7 | +43,8  |